# 阮福寶石
阮福寶石（越南语：／；1875年—1952年），越南阮朝宗室、官員。
阮福寶石是瑞太王阮福洪依之孫，建瑞郡公阮福膺磬之子。嗣德二十八年（1875年）在順化出生。成泰年間襲封建瑞鄉公（越南语：／）。成泰八年（1896年）五月，和盛公阮福綿寯七十大壽，成泰帝派阮福寶石前往賀壽。啟定二年（1917年），任禮部侍郎；啟定三年（1918年）正月，升禮部參知；三月，啟定帝出巡北圻，阮福寶石充任扶輦大臣。保大四年（1929年），升任乂安總督。后以尚书衔任兼摄尊人府务大臣一职。保大八年（1933年）正月，充任大内仪礼大臣。保大十四年（1939年），以協佐大學士身份致事。

## 外部鏈接
- 莱奥诺雷数据库 （页面存档备份，存于）